# La Chapelle-Vieille-Forêt
Pour les articles homonymes, voir La Chapelle.
La Chapelle-Vieille-Forêt est une ancienne commune du département de l'Yonne qui fusionna, en 1971, avec la commune de Flogny, pour former Flogny-la-Chapelle.

## Histoire
Relevant du comté de Tonnerre, La Chapelle-Vieille-Forêt apparait sous le nom de La Chapelle-lès-Floigne dans la carte du Comté de Tonnerre de 1343.
Avant 1789, la paroisse relevait du diocèse de Langres et de la province d’Île-de-France ; elle ressortissait directement au bailliage de Sens et était le siège d'un bailliage particulier.